# Тайское храмовое искусство и архитектура

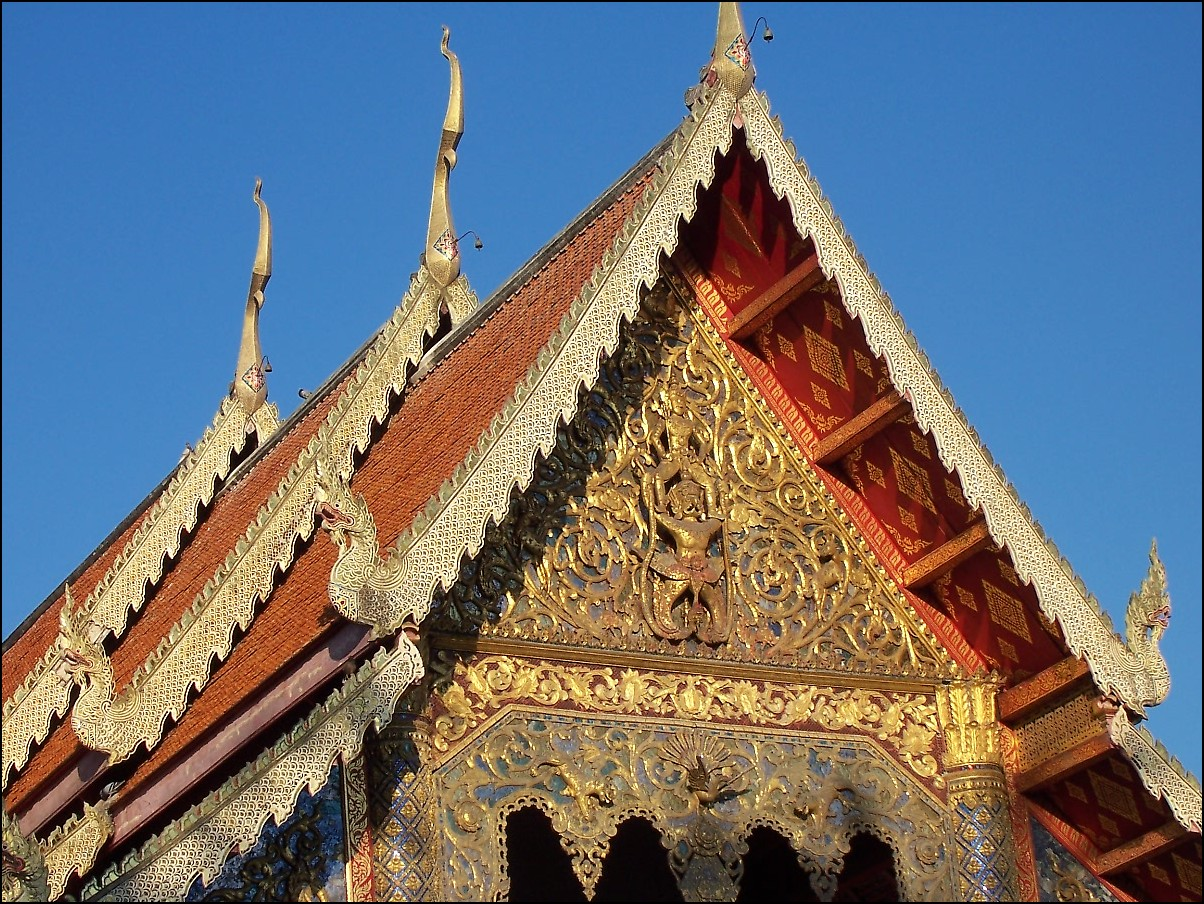
Крыша и фронтон в Вате Пхра-Синг

Тайское храмовое искусство и архитектура развивались на протяжении столетий. Буддийские храмовые комплексы в Таиланде известны как ваты. Ват представляет собой комплекс сооружений, храмов и памятников, окружённый каменным ограждением. Тайский монастырь состоит из пхутта-вата и сангха-вата. В нём находятся главные буддийские храмы (бот, вихан, сим) и ступы (чеди, пранг, тхат), павильоны для статуй Будды (хопхра, хопха), монастырская библиотека (хотай), колокольня, жильё для монахов, школа, места для отдыха (сала), хозяйственные помещения.
В Таиланде количество ватов превышает 30 000. При ватах устраиваются больницы, дома престарелых, хосписы и гостиницы.

## Архитектура Ват

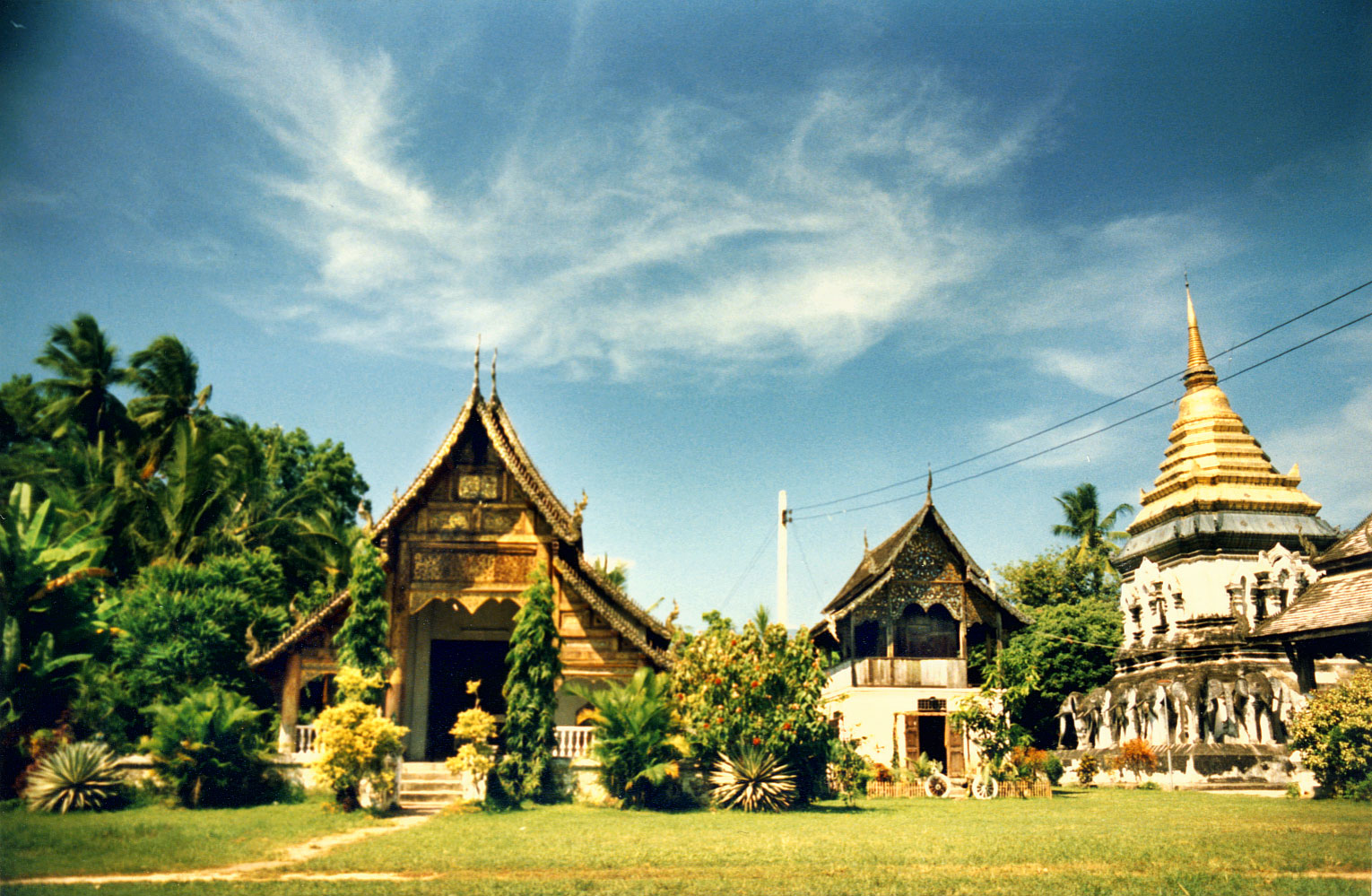
Ват Чианг Ман, слева направо: Убосот, Хо Трай и Чеди

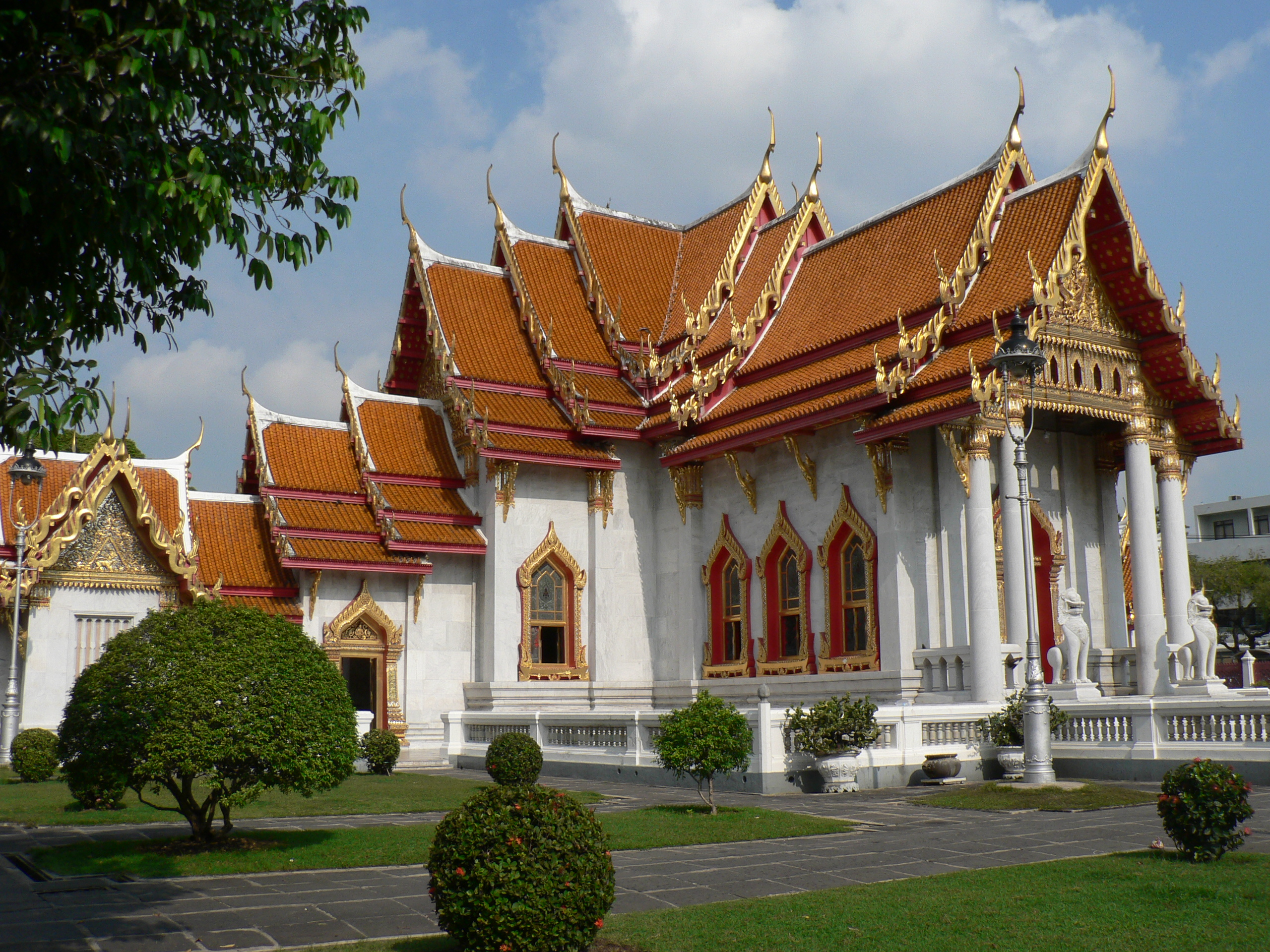
Убосот вата Бенчамабопхит, Бангкок, Таиланд

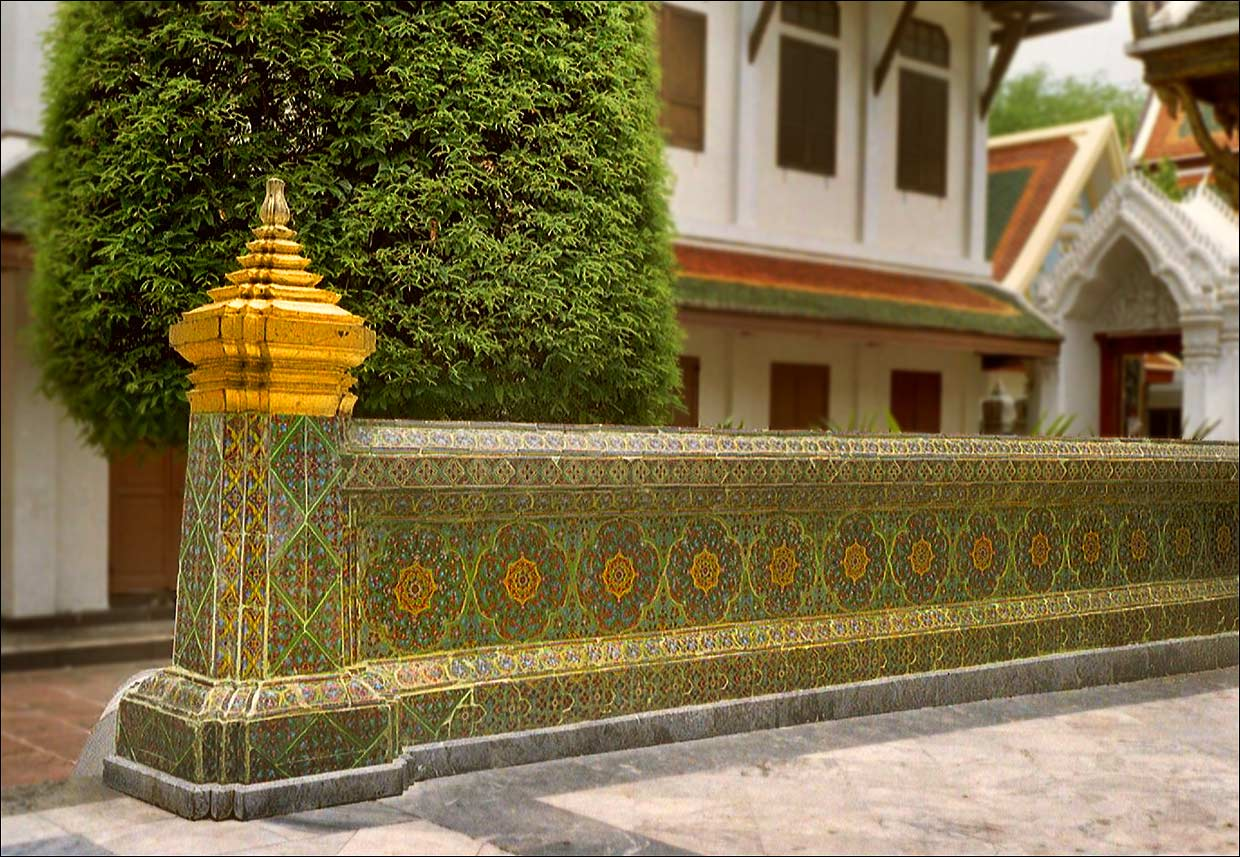
Декоративная стена в Ват Ратчабопите (буддийский храм) в Бангкоке

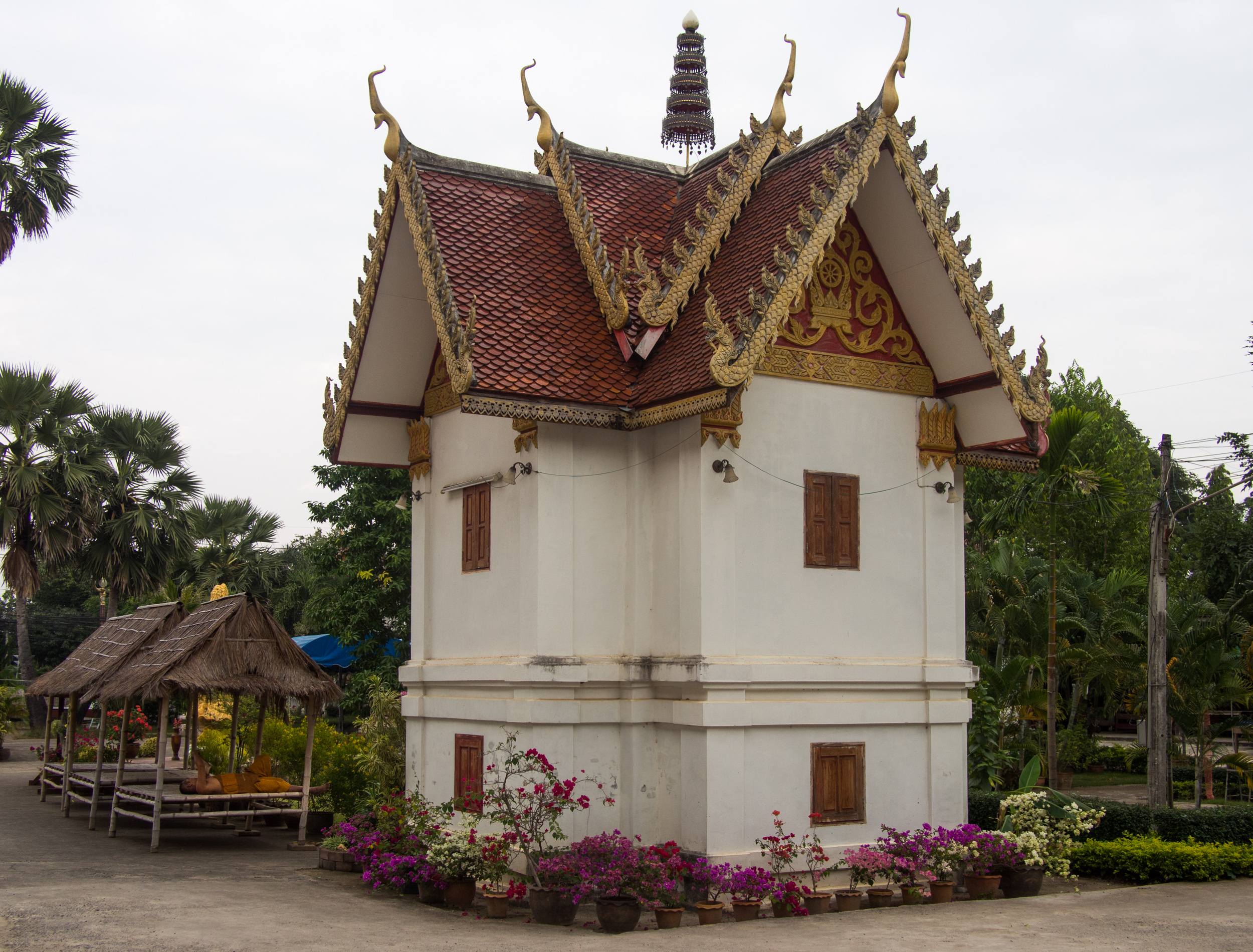
Храмовая библиотека Ho trai в Ват Суан Тан

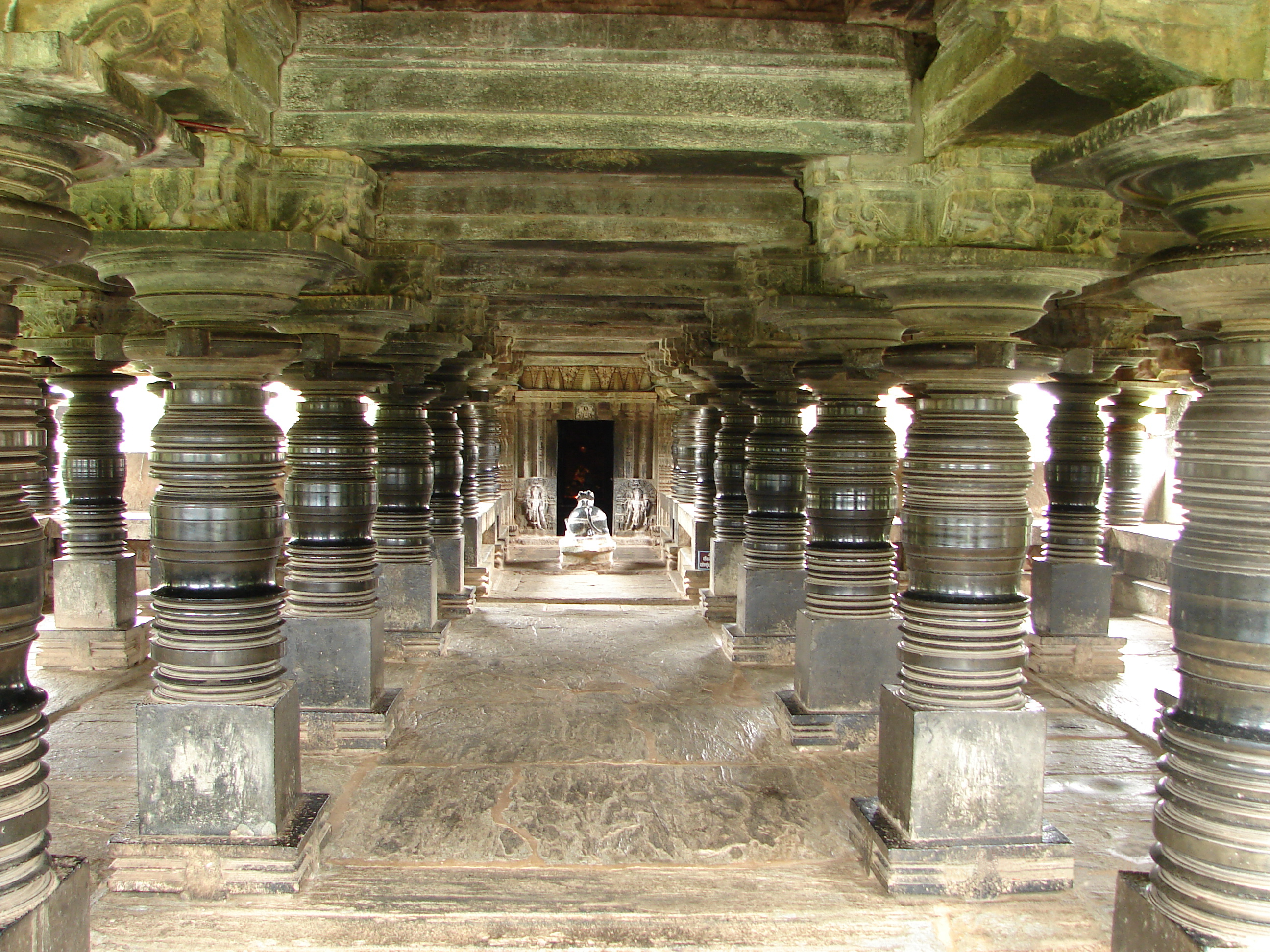
Открытый зал с колоннами Мандапа

Несмотря на то, что храмовая архитектура в Таиланде на протяжении многих лет претерпевала изменения, все архитектурные стили  придерживаются одних и тех же принципов. Тайский храм, за редким исключением, состоит из двух частей: Пхутта-вата и Сангха.
Пхутта-вата (тайск. พุทธาวาส) — место, посвящённое Будде. Оно включает в себя несколько зданий: 
- Ступа (тайск. เจดีย์, чеди) — сооружается в форме колокольчатой башни, покрытой позолотой, здесь устраивается камера для размещения реликвий.
- Пранг (тайск. ปรางค์) — тайская версия кхмерского храма-башни, устраивалась в храмах периода Сухкотаи и Аютии.
- Убосот (тайск. อุโบสถ или тайск. โบสถ์) — основное храмовое здание, самая священная область вата. Восемь камней Сема (ใบเสมา) отмечают освящённую область.
- Вихара (тайск. วิหาร) — в тайских храмах обозначает место, в котором хранятся основные изображения Будды. Это зал, где собираются монахи и миряне.
- Мандапа (тайск. มณฑป) — квадратное или крестообразное здание, святыня в тайском буддийском храме или храмовом комплексе. Здесь могут храниться реликвии, священные тексты. В отличие от мандапы кхмерского или индийского храма, которые являются частью более крупной структуры, тайская мандапа является самостоятельным помещением.
- Хотрай (тайск. หอไตร) — храмовая библиотека, хранилище священных текстов. Строится в виде тора, кубического здания, где пирамидальная крыша поддерживается колоннами.
- Сала (тайск. ศาลา) — открытый затенённый павильон, место для отдыха.
- Сала кан паруен (тайск. ศาลาการเปรียญ) — большой открытый зал, где миряне слушают проповеди или получают религиозное образование. Используется для произнесения молитв во второй половине дня.
- Хо ракханг (тайск. หอระฆัง) — колокольня, используется для пробуждения монахов и объявления утренних и вечерних церемоний.
- Пхра рабиенг (тайск. พระระเบียง) — строится вокруг священной внутренней области как обитель для проживания.

Дополнительно у храма строятся крематорий или школа.

## Сангхават
Сангхават (тайск. สังฆาวาส) содержит жилые кварталы монахов. Расположены  внутри стены, окружающей храм. Район сангхават может иметь следующие здания:
Кути (тайск. กุฏิ) — небольшое строение на сваях для размещения монаха размерами около 4 х 2,3 метров. Современные кути имеют форму жилого дома с небольшими комнатами для монахов.
Сангхават может также содержать «Ho rakhang» (колокольню) и «Sala Kan Parian» (зал для проповеди).
В нем может размещаться большинство функциональных зданий, таких как кухня и санитарные здания.

## Элементы храма

### Формы крыши
Важным элементом тайского храма является множество ярусов крыши.  Чаще устраивается два или три яруса, но у некоторых королевских храмов имеются четыре яруса. Использование нескольких ярусов крыши эстетично и функционально. Поскольку храмовые залы большие, их крыши делают массивными. В крыше делается несколько разрывов для освещения зала. Вода не проникает через разрывы. Двустворчатая крыша может иметь 2-4 разрыва в каждом ярусе.

### Кровельные покрытия
Большинство украшений храма прикреплены к длинной тонкой панели на краю крыши у торцов. Такая декоративная конструкция называется ламионгом. Ламионги делаются в волнистой или змеевидной форме.  Их нижняя часть делается в форме головы, повернутой вверх и обращенной от крыши. На вершине ламионга расположен большой изогнутый орнамент, называемый чофах (chofah), который напоминает клюв птицы.

## Популярные изображения в храмах

Гаруда

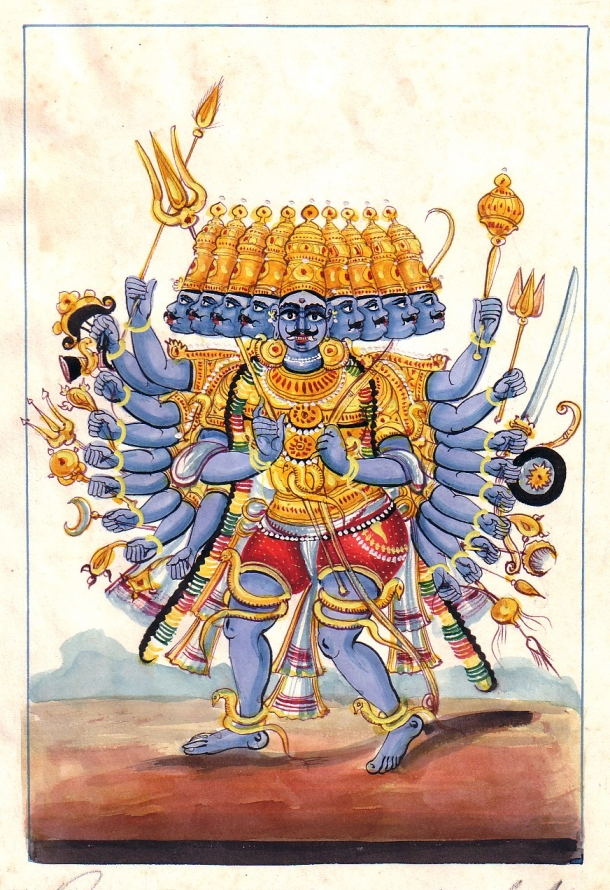
Равана

В тайской Тхераваде культуре соединились буддийские и индуистские элементы иконографии. В иконографии Таиланда распространены следующие изображения: четырехрукий Вишну; восьмирукий Шива; слоноголовый Ганеша; гаруда (получеловек-полуптица); змееподобные наги, дракон и кобра; духи-стражи якша.

## Статуи и украшения: божества, демоны и мифические существа

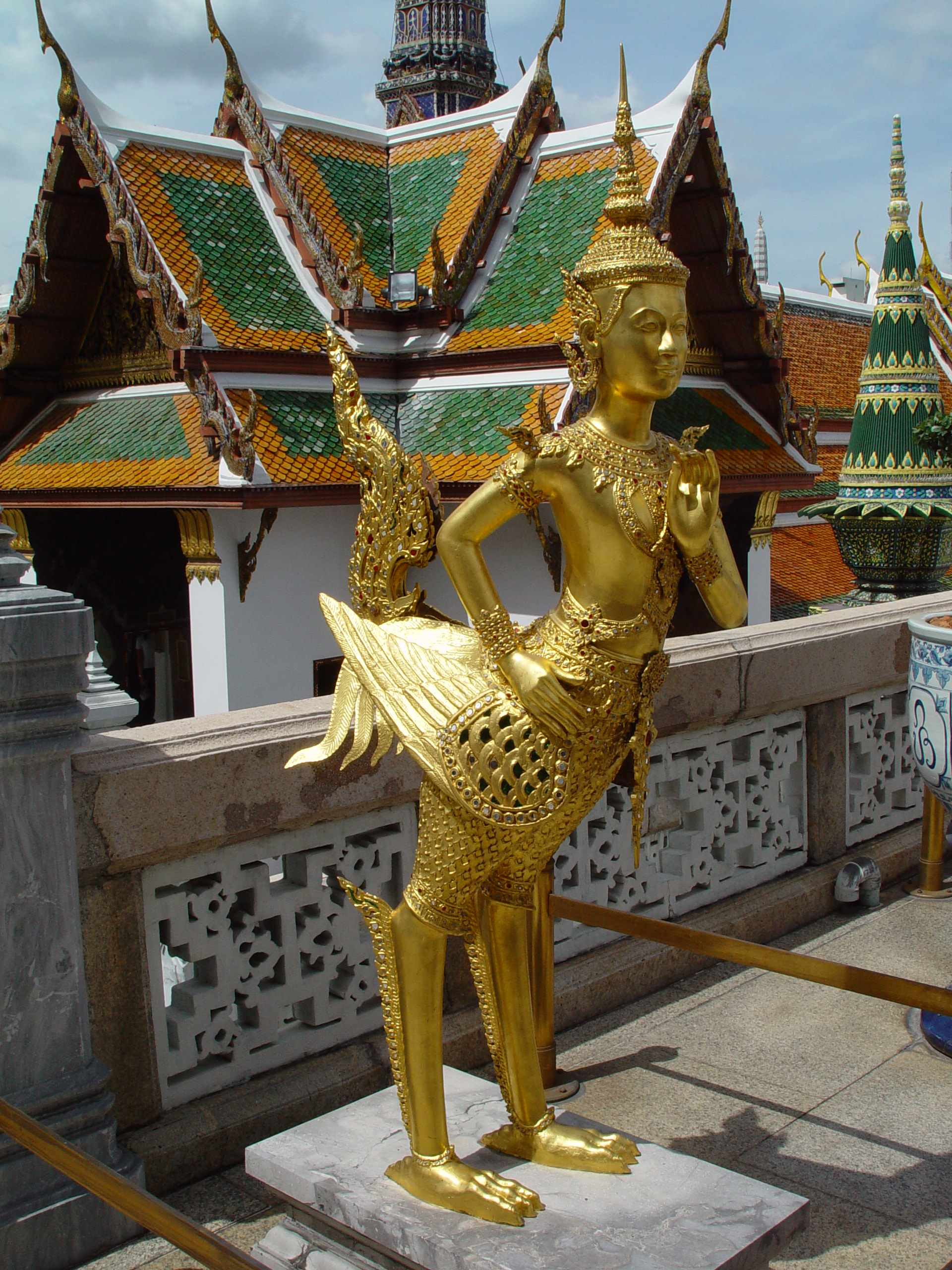
Статуя Киннары около храма Ват Пхра Кео, Бангкок (Таиланд).

- Апсара
- Айравата
- Ганеша
- Гаруда
- Хануман
- Индра
- Киннары
- Макара
- Наги
- Рама
- Равана
- Шива
- Вишну
- Якша

### Общие
- Буддизм в Таиланде
- Рамакиена
- Сумеру

## Внешние ссылки
- Тайский Ват: Dhammathai
- Тайское искусство: архитектура
- Тайские храмы
- Тайские истории Архивная копия от 11 марта 2015 на Wayback Machine
- Тайская архитектура
- Буддийское искусство: архитектура